# Gloria Hope
Gloria Hope, właśc. Olive Frances Hughes (ur. 9 listopada 1901 w Pittsburghu, zm. 29 października 1976 w Pasadenie) – amerykańska aktorka filmów niemych.

## Biografia
Hope zamierzała zostać nauczycielką. Przed rozpoczęciem nauki w college'u odwiedziła Hollywood, gdzie wzięła udział w wycieczce po studiu Ince Studios. Studio potrzebowało akurat aktorki do jednej z ról, więc z miejsca ją zatrudniło. W ten sposób rozpoczęła się kariera filmowa Glorii Hope. Była popularną i pracowitą aktorką, występującą w filmach większości hollywoodzkich wytwórni.
W 1921 r. wyszła za aktora Lloyda Hughesa. Para budziła ogromne zainteresowanie prasy plotkarskiej. Pięć lat później zrezygnowała z kariery filmowej, aby poświęcić się rodzinie. W 1958 r. owdowiała, zmarła w 1976 r..

## Wybrana filmografia
- Time Locks and Diamonds (1917)
- $5,000 Reward (1918)
- The Great Love (1918)
- The Law of the North (1918)
- The Heart of Rachael (1918)
- The Guilty Man (1918)
- Naughty, Naughty! (1918)
- The Hushed Hour (1919)
- The Outcasts of Poker Flat (1919)
- Bill Apperson's Boy (1919)
- Burglar by Proxy (1919)
- Rider of the Law (1919)
- The Gay Lord Quex (1919)
- Too Much Johnson (1920)
- The Third Woman (1920)
- The Desperate Hero (1920)
- Seeds of Vengeance (1920)
- Prairie Trails (1920)
- The Texan (1920)
- Colorado (1921)
- The Grim Comedian (1921)
- Courage (1921)
- Tess of the Storm Country (1922)
- Trouble (1922)
- That Devil Quemado (1925)
- Sandy (1925)[2]